# Lage (Nadrenia Północna-Westfalia)
Lage – miasto w Niemczech, położone w kraju związkowym Nadrenia Północna-Westfalia, w rejencji Detmold, w powiecie Lippe. W 2010 roku liczyło 35 169 mieszkańców.